# SteelSeries
SteelSeries — данська компанія, виробник ігрових маніпуляторів (мишей, клавіатур, килимків, навушників), розрахованих виключно на професійних геймерів.

## Історія компанії

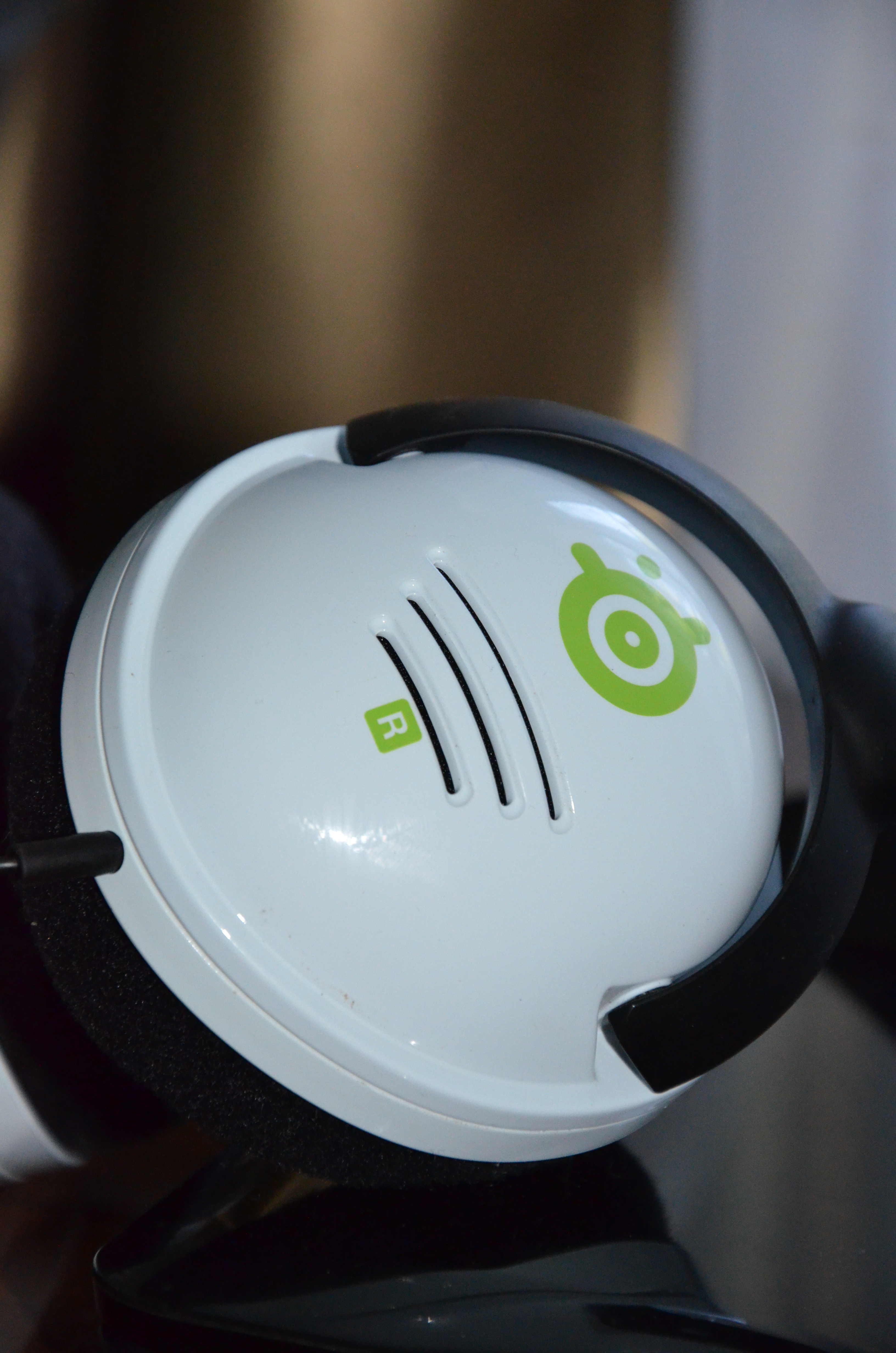
Ігрові навушники SteelSeries 4H з логотипом компанії.

Компанія була заснована в лютому 2001 року в Данії. Штаб-квартира знаходиться в Копенгагені.
Місія компанії — створювати пристрої, що підвищують ефективність процесу ігри, для професійних геймерів та за їх участю. Крім європейського офісу, є відділи збуту в Азії (Тайбей) і США (Лос-Анджелес). Все виробництво здійснюється на підлеглих заводах-постачальниках в Європі та Азії.
Компанія спонсорує безліч кіберспортивних команд. На сьогоднішній день це 4 професійні команди (Natus Vincere, Fnatic, SK Gaming, Evil Geniuses). На багатьох найпрестижніших змаганнях eSport по всьому світу, організовані групами CPL, WCG, ESWC і WEG.
Компанія SteelSeries створює свої продукти спільно з рок-музикантами і звуковими аналітиками.

## Продукти компанії

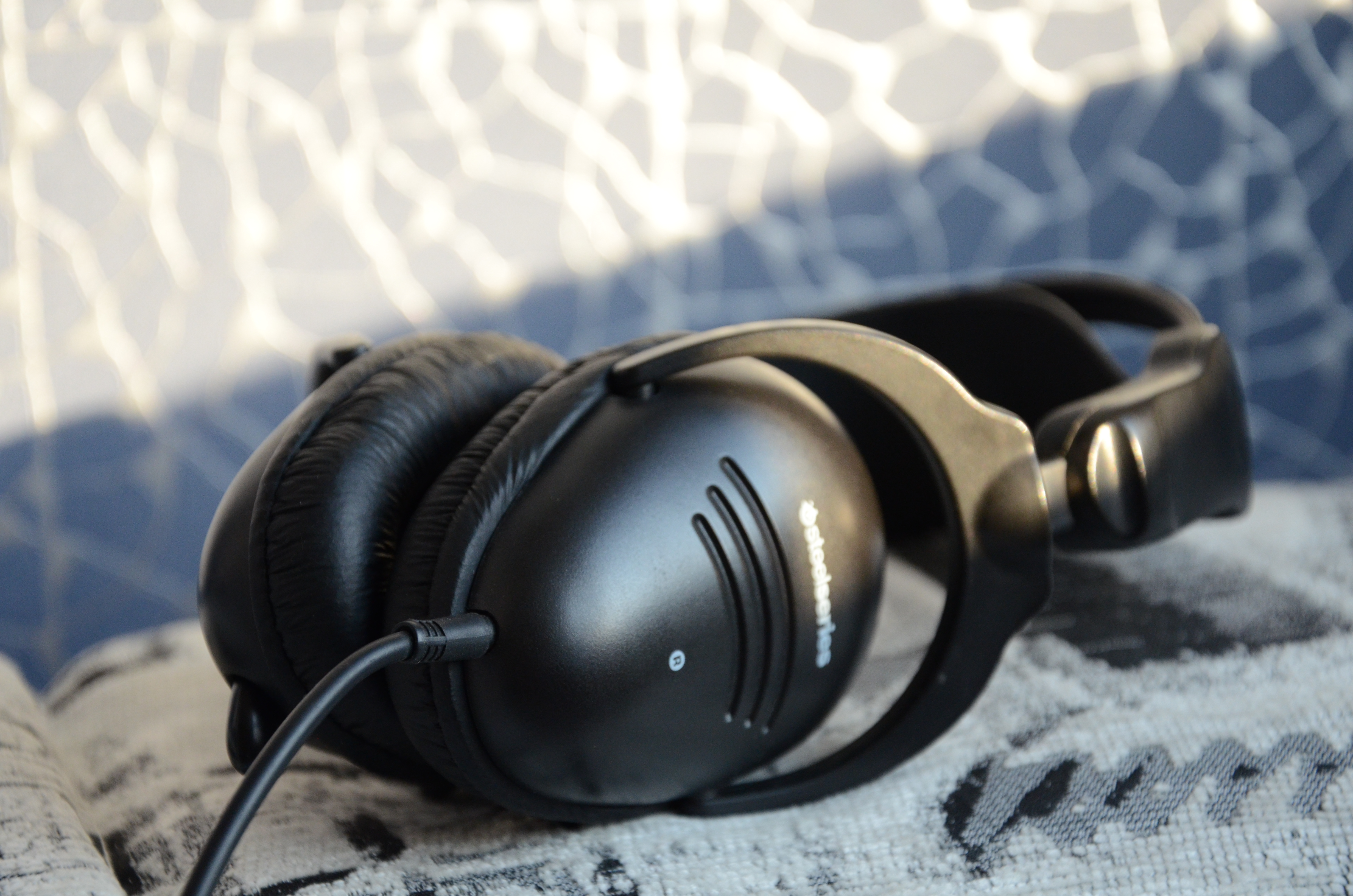
Одні з перших навушників компанії (SteelSeries 3H).

Ігрові миші: Diablo III, World of Wacraft: MMO [Legendary] Edition, Call of Duty Black Ops II, Ikari Laser White, Sensei, Kana. Rival.
Ігрові навушники (з мікрофоном і без): Siberia V2, Sibera v2 Frost Blue, Spectrum, 3H, 4H, Flux, 3Hv2, 5Hv3, 9Hv2.
Ігрові клавіатури: Shift, ZBoard, Apex, Merc, та інші.
Ігрові килимки: QcK, 9HD, 4HD, S & S, SX, та інші.

## Спонсорство команд
На 2012 рік SteelSeries забезпечує своїми продуктами наступні команди:
- Evil Geniuses
- Fnatic
- SK Gaming
- Natus Vincere